# 沙赫拉姆·达比里
沙赫拉姆·达比里，外号谢恩，伊朗裔美国人，暴雪娱乐的音乐总监。1994年加入暴雪，并参加许多游戏的制作。1999年至2007年，曾参与《魔兽世界》的制作。从2007年到2011年参与制作一个未公开的项目。

## 作品
- 暗黑破坏神III
- 星际争霸II：自由之翼
- 魔兽世界
- 魔兽争霸III：混乱之治
- 暗黑破坏神II
- 星际争霸
- 星际争霸：母巢之战
- 暗黑破坏神
- 魔兽争霸II：黑暗之门
- 正义联盟特遣部队
- 魔兽争霸II：黑潮
- 魔兽争霸：人类与兽人